# Hansenochrus centralis
Hansenochrus centralis är en spindeldjursart som först beskrevs av Willis J. Gertsch 1941.  Hansenochrus centralis ingår i släktet Hansenochrus och familjen Hubbardiidae. Inga underarter finns listade i Catalogue of Life.